# Jałaneć (rejon hajsyński)
Jałaneć (ukr. Яланець, hist. pol. Jałaniec) – wieś na Ukrainie, w obwodzie winnickim, w rejonie hajsyńskim, w hromadzie Berszad. W 2001 liczyła 2338 mieszkańców.